# شادخال
شاهخال، روستایی از توابع بخش مرکزی شهرستان شفت در استان گیلان ایران است.
صرف نظر از جعلی بودن این نام گذاری، اگر شاهخال، شاد خال باشد، حتما شاهرود را می باید شاد رود، شاهکار را شاد کار، شاهراه را شاد راه و ... منظور کرد که با عقلانیت و منطق همخوانی ندارد و از این که اداره راه استان نیز از ادراک لازم در تغییر نام شاهخال به شادخال برخوردار نبوده است، جای تامل جدی است. 

## جمعیت
این روستا در دهستان ملاسرا قرار دارد و براساس،سرشماری مرکز آمار ایران در سال ۱۳۸۵، جمعیت آن ۸۲۲ نفر (۱۹۳خانوار) بوده‌است.
. نام روستای شاهخال در زبان گیلکی به معنی رودخانه اصلی و برابر با شاهرود در زبان فارسی است (2)  و به رودخانه ای اشاره دارد که از کنار این روستا عبور می کند. ریشه نام این روستا را می توان در نام روستای مرخال که در همسایگی آن قرار دارد نیز فرا جست و ربطی به واژه شاه به معنی سلطان ندارد. مرخال در زبان گیلکی  برابر با شاخه مادر (شاخه اصلی رودخانه) است و به همان رودخانه اشاره می نماید (3). ویژگی های فرهنگی این روستا بسیار شبیه ویژگی های فرهنگی سایر روستاهای منطقه شفت است و به حوزه فرهنگی بیه پس (غرب رودخانه) سپیدرود باز می گردد (4). در این روستا نیز کشت برنج، معیشت اصلی مردم منطقه را در بر دارد. برخی از قصه ها و فرهنگ عامه مربوط به این روستا در کتاب های مردم شناسی مورد اشاره و ثبت و ضبط قرار گرفته است (5). از طوایف بزرگ روستای شاهخال می توان به نادم ٫ صالحی ، متقی ، میرزایی ، زحمتکش ،نوروززاده، رفیعی ، حاتمی ،تهیدست، رحیمیان و رازی اشاره کرد (6).